# Coleostephus
Coleostephus là một chi thực vật có hoa trong họ Cúc (Asteraceae).

## Loài
Chi Coleostephus gồm các loài: